# Primera División de Macedonia del Norte
La Primera División de Macedonia del Norte (en macedonio: Прва македонска фудбалска лига, Prva Мakedonska Fudbalska Liga), anteriormente conocida como Primera Liga Macedonia, 1. MFL y Prva Liga, es la máxima categoría masculina de fútbol del sistema de ligas de Macedonia del Norte, organizada por la Federación de Fútbol de Macedonia del Norte (FFM).
Fue fundada en 1992 por los clubes macedonios que habían abandonado el sistema de ligas yugoslavo, y desde 1994 tiene el reconocimiento de la UEFA. El equipo más laureado es el FK Vardar Skopje y el actual campeón es el FC Struga

## Historia
Antes de contar con una liga organizada, los equipos macedonios disputaban un torneo a nivel local, el Campeonato de Fútbol de Skopie, que tuvo lugar desde 1927 hasta 1944. Después de constituirse la República Federativa Socialista de Yugoslavia, quedó integrada en su sistema de ligas mediante una división regional para la República Socialista de Macedonia, y los mejores clubes del estado podían ascender a las divisiones superiores federales. La actual Federación de Fútbol de Macedonia del Norte se constituyó en 1948.
Durante la etapa yugoslava el club más importante fue el F. K. Vardar de Skopie, que disputó 35 ediciones de la Primera Liga y llegó a ganar la Copa de Yugoslavia en 1961. Hubo otros tres clubes macedonios que alcanzaron la máxima categoría: el Rabotnički (dos temporadas), el Teteks Tetovo y el Pelister Bitola (una temporada).
Coincidiendo con la disolución de Yugoslavia, los clubes macedonios abandonaron la liga yugoslava en 1992 y la Federación de Macedonia organizó su propio sistema. La temporada inaugural de Primera División 1992-93 contó con 18 equipos, cifra que se ha reducido posteriormente. El Vardar ha sido el club que más títulos ha ganado desde la independencia, si bien ha tenido que enfrentar la competencia de nuevas entidades como el Sileks Kratovo o el Shkëndija Tetovo.

## Participantes

### Temporada 2024-25
| Equipo           | Entrenador          | Capitán               | Uniforme    | Sponsor           |
| ---------------- | ------------------- | --------------------- | ----------- | ----------------- |
| Akademija Pandev | Giovanni Valenti    | Marko Alchevski       | Sportika SA | Mozzart           |
| Besa Dobërdoll   | Aleksandar Tanevski | Xhemail Esati         | Jako        | Global Immobilien |
| Gostivar         | Murat Daban         | Xhelil Abdulla        | Nike        |                   |
| Pelister         | Vlatko Kostov       | Blagoja Ljamchevski   | Joma        |                   |
| Rabotnički       | Milan Ilievski      | Egzon Belica          | Joma        |                   |
| Shkendija        | Jeton Beqiri        | Ennur Totre           | Macron      | Ecolog            |
| Shkupi           | Mladen Žižović      | Artan Iljazi          | Reaction    | Alagoz Holding    |
| Sileks           | Aleksandar Vasoski  | Daniel Bozhinovski    | Jako        | Sileks            |
| Struga           | Shpetim Duro        | Bunjamin Shabani      | Macron      | Trim & Lum        |
| Tikvesh          | Gjorgji Mojsov      | Aleksandar Varelovski | Joma        | Klimi.mk, Sinalco |
| Vardar           | Gorazd Mihajlov     | Darko Micevski        | Joma        |                   |
| Voska Sport      | Miljan Radović      | Jovan Nikolić         | Joma        | Nefi Ik           |

## Sistema de competición
La Primera División es la máxima categoría del sistema de ligas de Macedonia del Norte, bajo organización de la Federación de Fútbol de Macedonia del Norte  (FFM). La competición se disputa anualmente, desde agosto hasta mayo del año siguiente, y consta de doce participantes.
Siguiendo un sistema de liga, los clubes se enfrentarán todos contra todos en tres ocasiones —dos en campo propio y una en el del rival, y viceversa— hasta disputar un total de 33 jornadas. El orden de los encuentros hasta la vigesimosegunda jornada se decide por sorteo antes de empezar la competición, mientras que la vuelta restante se determina según la clasificación provisional.
La clasificación final se establece con arreglo a los puntos totales obtenidos por cada equipo al finalizar el campeonato. Los equipos obtienen tres puntos por cada partido ganado, un punto por cada empate y ningún punto por los partidos perdidos. Si al finalizar el campeonato dos equipos igualan a puntos, existen mecanismos de desempate:
1. El que tenga una mayor diferencia entre goles a favor y en contra, según el resultado de los partidos jugados entre ellos.
2. El que tenga la mayor diferencia de goles a favor, teniendo en cuenta todos los obtenidos y recibidos en el transcurso de la competición.
3. El club que haya marcado más goles.

El campeón de liga tiene derecho a disputar la ronda preliminar de la Liga de Campeones de la UEFA, mientras que el segundo y tercer clasificado, así como el vencedor de la Copa de Macedonia del Norte, obtienen una plaza para la ronda preliminar de la Liga Europa Conferencia de la UEFA. En caso de que el campeón de Copa coincida con los tres primeros clasificados, la plaza pasa automáticamente al cuarto mejor equipo de la temporada.
El último y penúltimo clasificado descienden a la segunda categoría y, de esta, ascenderán recíprocamente los campeones del grupo oeste y del grupo este. El noveno y décimo clasificado disputarán una promoción frente al subcampeón de grupo de la división inferior, respectivamente.

## Historial
| Temporada | Campeón             | Subcampeón          | Tercero             | Máximo goleador                       | Club                        | Goles |
| --------- | ------------------- | ------------------- | ------------------- | ------------------------------------- | --------------------------- | ----- |
| 1992-93   | FK Vardar           | FK Sileks           | FK Balkan Skopje    | Saša Ćirić                            | FK Vardar                   | 36    |
| 1993-94   | FK Vardar           | FK Sileks           | FK Balkan Skopje    | Zoran Boškovski                       | FK Sileks                   | 21    |
| 1994-95   | FK Vardar           | FK Sileks           | FK Sloga Jugomagnat | Saša Ćirić                            | FK Vardar                   | 35    |
| 1995-96   | FK Sileks           | FK Sloga Jugomagnat | FK Vardar           | Zoran Boškovski                       | FK Sileks                   | 20    |
| 1996-97   | FK Sileks           | FK Pobeda           | FK Sloga Jugomagnat | Vančo Micevski Miroslav Đokić         | FK Sileks                   | 16    |
| 1997-98   | FK Sileks           | FK Sloga Jugomagnat | FK Makedonija GP    | Vančo Atanasov                        | FK Belasica                 | 12    |
| 1998-99   | FK Sloga Jugomagnat | FK Sileks           | FK Pobeda           | Rogério Oliveira                      | FK Pobeda                   | 22    |
| 1999-00   | FK Sloga Jugomagnat | FK Pobeda           | FK Rabotnički       | Argjend Bekjiri                       | FK Sloga Jugomagnat         | 19    |
| 2000-01   | FK Sloga Jugomagnat | FK Vardar           | FK Pobeda           | Argjend Bekjiri                       | FK Sloga Jugomagnat         | 27    |
| 2001-02   | FK Vardar           | FK Belasica         | FK Cementarnica 55  | Miroslav Đokić                        | FK Pobeda                   | 22    |
| 2002-03   | FK Vardar           | FK Belasica         | FK Pobeda           | Ljubiša Savić                         | FK Sloga Jugomagnat         | 25    |
| 2003-04   | FK Pobeda           | FK Sileks           | FK Vardar           | Dragan Dimitrovski                    | FK Pobeda                   | 25    |
| 2004-05   | FK Rabotnički       | FK Vardar           | FK Pobeda           | Aleksandar Stojanovski Stevica Ristić | FK Belasica FK Sileks       | 26    |
| 2005-06   | FK Rabotnički       | FK Makedonija GP    | FK Vardar           | Stevica Ristić                        | FK Sileks                   | 27    |
| 2006-07   | FK Pobeda           | FK Rabotnički       | FK Makedonija GP    | Boban Jančevski                       | FK Renova                   | 26    |
| 2007-08   | FK Rabotnički       | KF Milano Kumanovë  | FK Pelister         | Ivica Gligorovski                     | KF Milano Kumanovë          | 15    |
| 2008-09   | FK Makedonija GP    | KF Milano Kumanovë  | FK Renova           | Ivica Gligorovski                     | KF Milano Kumanovë          | 14    |
| 2009-10   | KF Renova           | FK Rabotnički       | FK Metalurg Skopje  | Bobi Božinovski                       | FK Rabotnički               | 15    |
| 2010-11   | KF Shkëndija        | FK Metalurg Skopje  | KF Renova           | Hristijan Kirovski                    | FK Skopje                   | 20    |
| 2011-12   | FK Vardar           | FK Metalurg Skopje  | KF Shkëndija        | Filip Ivanovski                       | FK Vardar                   | 24    |
| 2012-13   | FK Vardar           | FK Metalurg Skopje  | FK Turnovo          | Jovan Kostovski                       | FK Vardar                   | 22    |
| 2013-14   | FK Rabotnički       | FK Turnovo          | FK Metalurg Skopje  | Dejan Blazhevski                      | FK Turnovo                  | 19    |
| 2014-15   | FK Vardar           | FK Rabotnički       | KF Shkëndija        | Izair Emini                           | FK Renova                   | 20    |
| 2015-16   | FK Vardar           | KF Shkëndija        | FK Sileks           | Besart Ibraimi                        | KF Shkëndija                | 24    |
| 2016-17   | FK Vardar           | KF Shkëndija        | FK Rabotnički       | Besart Ibraimi                        | KF Shkëndija                | 20    |
| 2017-18   | Shkëndija           | FK Vardar           | FK Rabotnički       | Besart Ibraimi Ferhan Hasani          | KF Shkëndija                | 22    |
| 2018-19   | KF Shkëndija        | FK Vardar           | FK Akademija Pandev | Vlatko Stojanovski                    | KF Renova                   | 18    |
| 2019-20   | FK Vardar           | FK Sileks           | KF Shkëndija        | Daniel Avramovski                     | FK Vardar                   | 10    |
| 2020-21   | KF Shkëndija        | FK Shkupi           | FC Struga           | Besart Ibraimi                        | KF Shkëndija                | 24    |
| 2021-22   | FK Shkupi           | FK Akademija Pandev | KF Shkëndija        | Sunday Adetunji                       | FK Shkupi                   | 20    |
| 2022-23   | FC Struga           | FK Shkupi           | KF Shkëndija        | Besart Ibraimi                        | FC Struga                   | 19    |
| 2023-24   | FC Struga           | KF Shkëndija        | FK Shkupi           | Aleksa Marušić                        | FK Voska Sport              | 17    |
| 2024-25   | KF Shkëndija        | FK Sileks           | FK Rabotnički       | Besart Ibraimi Marko Gjorgjievski     | KF Shkëndija Sileks Kratovo | 15    |

## Palmarés
| Club                  | Títulos | Subtítulos | Tercero | Años de los campeonatos                                          |
| --------------------- | ------- | ---------- | ------- | ---------------------------------------------------------------- |
| FK Vardar Skopje      | 11      | 4          | 3       | 1993, 1994, 1995, 2002, 2003, 2012, 2013, 2015, 2016, 2017, 2020 |
| KF Shkëndija Tetovo   | 5       | 3          | 5       | 2011, 2018, 2019, 2021, 2025                                     |
| FK Rabotnički Skopje  | 4       | 3          | 4       | 2005, 2006, 2008, 2014                                           |
| FK Sileks Kratovo     | 3       | 7          | 1       | 1996, 1997, 1998                                                 |
| FK Sloga Jugomagnat † | 3       | 2          | 2       | 1999, 2000, 2001                                                 |
| FK Pobeda Prilep      | 2       | 2          | 4       | 2004, 2007                                                       |
| FC Struga             | 2       | -          | 1       | 2023, 2024                                                       |
| FK Shkupi             | 1       | 2          | 1       | 2022                                                             |
| FK Makedonija GP      | 1       | 1          | 2       | 2009                                                             |
| FK Renova Džepčište   | 1       | -          | 2       | 2010                                                             |
| FK Metalurg Skopje    | -       | 3          | 2       | -----                                                            |
| FK Belasica Strumica  | -       | 2          | -       | -----                                                            |
| FK Milano Kumanovo    | -       | 2          | -       | -----                                                            |
| FK Turnovo            | -       | 1          | 1       | -----                                                            |
| FK Akademija Pandev   | -       | 1          | 1       | -----                                                            |
| FK Balkan Skopje †    | -       | -          | 2       | -----                                                            |
| FK Cementarnica 55    | -       | -          | 1       | -----                                                            |
| FK Pelister Bitola    | -       | -          | 1       | -----                                                            |

- † Equipo desaparecido.